# Julius Weinberg
Julius Weinberg est un universitaire britannique, biologiste épidémiologiste spécialiste de certaines maladies infectieuses, qui fut vice-chancelier de l'Université de Kingston (2011-2016), et gouverneur de la Latymer Upper School (en) à Hammersmith. Il a également occupé des postes au Royaume-Uni pour le National Health Service et à l'étranger pour divers organismes dont l'Organisation mondiale de la santé, des rôles qui l'ont notamment mené au Zimbabwe ou en ex-Yougoslavie alors au milieu d'une guerre civile. Le 11 avril 2017, la secrétaire d'État à l'Éducation, Justine Greening, annonce sa nomination en tant que président de l'Office des normes en matière d'éducation, de services à l'enfance et de compétences Ofsted (en),,.

## Formation
- Université d'Oxford - BMBCh DM (licence) en médecine (1973 – 1979) et doctorat en médecine (1985-1990).
- Open University - maîtrise en sciences (2009-2012) et licence en sciences humaines et histoire de l'art (2011-2016).
- London School of Hygiene and Tropical Medicine - maîtrise en santé communautaire et médecine préventive.
- Université Robert Gordon - maîtrise en psychologie appliquée (2016-2018).